# Улрих II (Лойхтенберг)
Улрих II фон Лойхтенберг (на немски: Ulrich II zu Leuchtenberg; * ок. 1326 или 1328; † между 27 май 1377 и 5 ноември 1378) е ландграф на Лойхтенберг (1334 – 1378), Пфраймд, Щайн и Щирберг, и 1376 г. граф на Халс (днес в Пасау).
Той е големият син на ландграф Улрих I фон Лойхтенберг († 1334) и втората му съпруга Анна фон Нюрнберг († 1340), дъщеря на бургграф Фридрих IV фон Нюрнберг.
След смъртта на баща му (1334) Улрих II и брат му Йохан I († 1407) поделят страната през 1366 г. Улрих II получава Запада, а Йохан източната част. Улрих управлява в Пфраймд, Йохан управлява в Плайщайн. Двамата управляват Юга заедно. Те купуват господства и получават богато наследство. Секат монети през 1361 г. в Ротенбург об дер Таубер и имат минни-привелгии в бохемските си земи.
Ландграф Улрих II напуска резиденцията замък Лойхтенберг и започва да управлява в 15 km отдалечения Пфраймд. През през 1372 г. той освобождава жителите на Пфраймд за шест години от всички мита и данъци, за да привлече нови жители. Улрих II и брат му Йохан I са издигнати през 1376 г. от император Карл IV на „ландграф на Лойхтенберг и граф на Халс“.
Улрих построява 1399 г. стена около Пфраймд и го издига през 1372 г. на град, столицата на Ландграфство Лойхтенберг. Улрих построява църквата на Айксберг.
При син му Алберт през 1390 г. Лойхтенберг е издигнат на маркграфство.

## Фамилия
Улрих II се жени пр. 1354 г. за Маргарета фон Фалкенберг (* пр. 1340; † 12 юли 1399) дъщеря на херцог Болеслав фон Фалкенберг († 1362/1365, Пясти) и съпругата му Еуфемия фон Бреслау (Пясти, † сл. 1384). Те имат един син:
- Алберт фон Лойхтенберг (* ок. 1354; † 14 февруари 1415), ландграф на Лойхтенберг (1378 – 1404), женен ок. 1 април 1376 г. за графиня Елизабет фон Йотинген (* ок. 1355; † 1406).